# El dios del cuenco
El dios del cuenco (titulado originalmente en inglés The God in the Bowl) es un relato de espada y brujería protagonizado por el personaje de ficción Conan el Bárbaro. Fue escrito por el autor estadounidense de fantasía Robert E. Howard pero no fue publicado por primera vez hasta 1952, en la revista de ciencia ficción Space Science Fiction.

## Trama
En pleno robo de este museo templo, Conan se ve envuelto en una investigación de asesinato cuando el cadáver estrangulado del propietario y curador del templo, Kalliano Publico, es descubierto por un vigilante nocturno. Aunque el cimerio es el principal sospechoso, el juez de instrucción, Demetrio, y el prefecto de policía, Diono, muestran una notable paciencia, permitiendo no sólo que Conan permanezca libre, sino que también conserve su espada desenvainada, mientras que sus nerviosos hombres buscan por el oscuro edificio. Fue una combinación del impresionante físico de Conan, el resplandor de fuego en sus ojos y la resistencia férrea que había puesto a la primera persona que intentó apresarlo lo que mantuvo a raya a los miembros de la guardia.
A medida que se desarrolla la investigación de la escena del crimen, el magistrado pronto se entera mediante Promero, secretario de Público, que este había recibido de la lejana Estigia un extraño cuenco como un sarcófago que ahora se encuentra con los sellos rotos, abierto y vacío. Este sarcófago se decía que contenía una reliquia de valor incalculable encontrada entre las tumbas oscuras muy por debajo de las pirámides de Estigia y enviada a Caranthes de Hanumar, sacerdote de Ibis, 'por el amor que el remitente tenía al sacerdote de Ibis'. Interceptando este raro artículo dirigido a Caranthes, Kallian Publico había creído que el sarcófago contenía la fabulosa diadema de los reyes gigantes cuyos parientes primordiales moraron en ese oscuro país del sur antes de que los antepasados de los Estigios llegaran allí. Sin embargo, claramente, lo que contenía dentro el objeto no era la diadema, sino algo de una naturaleza más insidiosa.
Mientras que el magistrado y sus hombres están desconcertados con el descubrimiento de esta información antes mencionada, el lector rápidamente comienza a sospechar que el asesino puede haber sido algo que no es enteramente humano y estaba contenido dentro del sarcófago ahora abierto. 
Entonces otro guardia entra con otro hombre que ha sido encontrado merodeando fuera del museo. Es Aztrias Petanius, sobrino del gobernador. Cuando Petranius inspecciona la escena y está de acuerdo en que Conan debe ser el culpable, un Conan enfurecido declara que Petranius fue quien lo contrató en primer lugar y le dio un mapa del templo con el fin de robar una copa de diamante zamoria. Demetrio ofrece encubrir todo el lío si lo que Conan dice es cierto, pero Petranius afirma que no conoce al bárbaro. En cambio, Conan desenvaina rápidamente su espada y corta la cabeza del noble. Los soldados atacan inmediatamente a Conan, y éste los hace retroceder hasta que un grito perfora el pasillo.
Un grito, una muerte, y la retirada de la maltrecha policía del museo del templo, dejando Conan a valerse por sí mismo con el "asesino" itinerante. El joven bárbaro finalmente localiza al culpable y, consiguiendo sustraerse a su hipnótica mirada, lo decapita sin vacilar con su larga espada. 
Conan descubre entonces que el verdadero asesino es en realidad un demonio con cabeza humana y cuerpo serpentino adorado como Set por los estigios que salió de la urna que abrió el ambicioso Público.

## Adaptaciones
- El dios del cuenco ha sido adaptado en español a cómic en diferentes historietas, publicadas por Marvel Comics y Dark Horse Comics. Lo podemos leer en Conan el Bárbaro 1ªedición #70,Conan el Bárbaro 2ª edición #7, Grandes Héroes del cómic.El Mundo #23,Conan la leyenda #10-11.